# Sceloporus
Sceloporus è un genere di sauri a cui fanno capo le seguenti specie:
- Sceloporus acanthinus
- Sceloporus adleri
- Sceloporus aeneus
- Sceloporus anahuacus
- Sceloporus arenicolus
- Sceloporus asper
- Sceloporus bicanthalis
- Sceloporus bulleri
- Sceloporus carinatus
- Sceloporus cautus
- Sceloporus chaneyi
- Sceloporus chrysostictus
- Sceloporus clarkii
- Sceloporus couchii
- Sceloporus cozumelae
- Sceloporus cryptus
- Sceloporus dugesii
- Sceloporus edwardtaylori
- Sceloporus exsul
- Sceloporus formosus
- Sceloporus gadovae
- Sceloporus goldmani
- Sceloporus graciosus
- Sceloporus grammicus
- Sceloporus heterolepis
- Sceloporus horridus
- Sceloporus hunsakeri
- Sceloporus insignis
- Sceloporus internasalis
- Sceloporus jalapae
- Sceloporus jarrovii
- Sceloporus licki
- Sceloporus lineatulus
- Sceloporus lundelli
- Sceloporus macdougalli
- Sceloporus maculosus
- Sceloporus magister
- Sceloporus malachiticus
- Sceloporus megalepidurus
- Sceloporus melanorhinus
- Sceloporus merriami
- Sceloporus monserratensis
- Sceloporus mucronatus
- Sceloporus nelsoni
- Sceloporus occidentalis
- Sceloporus ochoterenae
- Sceloporus olivaceus
- Sceloporus orcutti
- Sceloporus ornatus
- Sceloporus palaciosi
- Sceloporus parvus
- Sceloporus poinsettii
- Sceloporus pyrocephalus
- Sceloporus rufidorsum
- Sceloporus salvini
- Sceloporus samcolemani
- Sceloporus scalaris
- Sceloporus serrifer
- Sceloporus siniferus
- Sceloporus slevini
- Sceloporus smaragdinus
- Sceloporus smithi
- Sceloporus spinosus
- Sceloporus squamosus
- Sceloporus stejnegeri
- Sceloporus subniger
- Sceloporus subpictus
- Sceloporus taeniocnemis
- Sceloporus tanneri
- Sceloporus teapensis
- Sceloporus torquatus
- Sceloporus undulatus
- Sceloporus utiformis
- Sceloporus vandenburgianus
- Sceloporus variabilis
- Sceloporus virgatus
- Sceloporus woodi
- Sceloporus zosteromus